# Доронуб
Доронуб (авар. Дурони) — село в Чародинском районе Дагестана. Входит в состав Гилибского сельсовета.

## География
Село находится на берегу реки Хетабор (бассейн реки Тлейсерух), на расстоянии 18 км к югу от села Цуриб, административного центра района.

## Население
| 1869 | 1888 | 1895 | 1926 | 1939 | 1970 | 1989 |
| ---- | ---- | ---- | ---- | ---- | ---- | ---- |
| 103  | ↗123 | ↗131 | ↘111 | ↘97  | ↗145 | ↘95  |
| 2002 | 2010 | 2021 |      |      |      |      |
| ↗144 | ↗154 | ↗184 |      |      |      |      |